# Pallone d’Argento
A Pallone d'Argento  egy Olaszországban évente a labdarúgóknak átadott díj. A díjat 2000-ben az USSI (Unione Stampa Sportiva d'Italia), az olasz sportújságírók társasága alapította azzal a céllal, hogy minden évben jutalmazza a olasz bajnokságban kirívóan sportszerű cselekedetet végrehajtó játékost. Egyfajta Fair Play-díj.

## Díjazottak
| Szezon    | Játékos              | Klub           |
| --------- | -------------------- | -------------- |
| 1999–2000 | Paolo Negro          | Lazio          |
| 2000–01   | Damiano Tommasi      | Roma           |
| 2001–02   | Javier Zanetti       | Internazionale |
| 2002–03   | Ciro Ferrara         | Juventus       |
| 2003–04   | Andrij Sevcsenko     | Milan          |
| 2004–05   | Gianfranco Zola      | Cagliari       |
| 2005–06   | Luca Toni            | Fiorentina     |
| 2006–07   | Kaká                 | Milan          |
| 2007–08   | Francesco Totti      | Roma           |
| 2008–09   | Alessandro Del Piero | Juventus       |
| 2009–10   | Morgan De Sanctis    | Napoli         |
| 2010–11   | Antonio Di Natale    | Udinese        |
| 2011–12   | Andrea Pirlo         | Juventus       |
| 2012–13   | Stephan El Shaarawy  | Milan          |
| 2013–14   | Giuseppe Rossi       | Fiorentina     |
| 2014–15   | Francesco Acerbi     | Sassuolo       |
| 2015–16   | Alessandro Florenzi  | Roma           |
| 2016–17   | Andrea Belotti       | Torino         |

### Győztesek klubonként
- 3 győzelem: Juventus FC, AC Milan, AS Roma
- 2 győzelem: ACF Fiorentina
- 1 győzelem: Cagliari Calcio, FC Internazionale Milano, SS Lazio, SSC Napoli, US Sassuolo Calcio, Udinese Calcio, Torino

### Győztesek országonként
- 15 győzelem:  Olaszország
- 1 győzelem:  Argentína,  Brazília,  Ukrajna